# Prime stagionali al Teatro alla Scala

## Lista delle prime stagionali del Teatro alla Scala

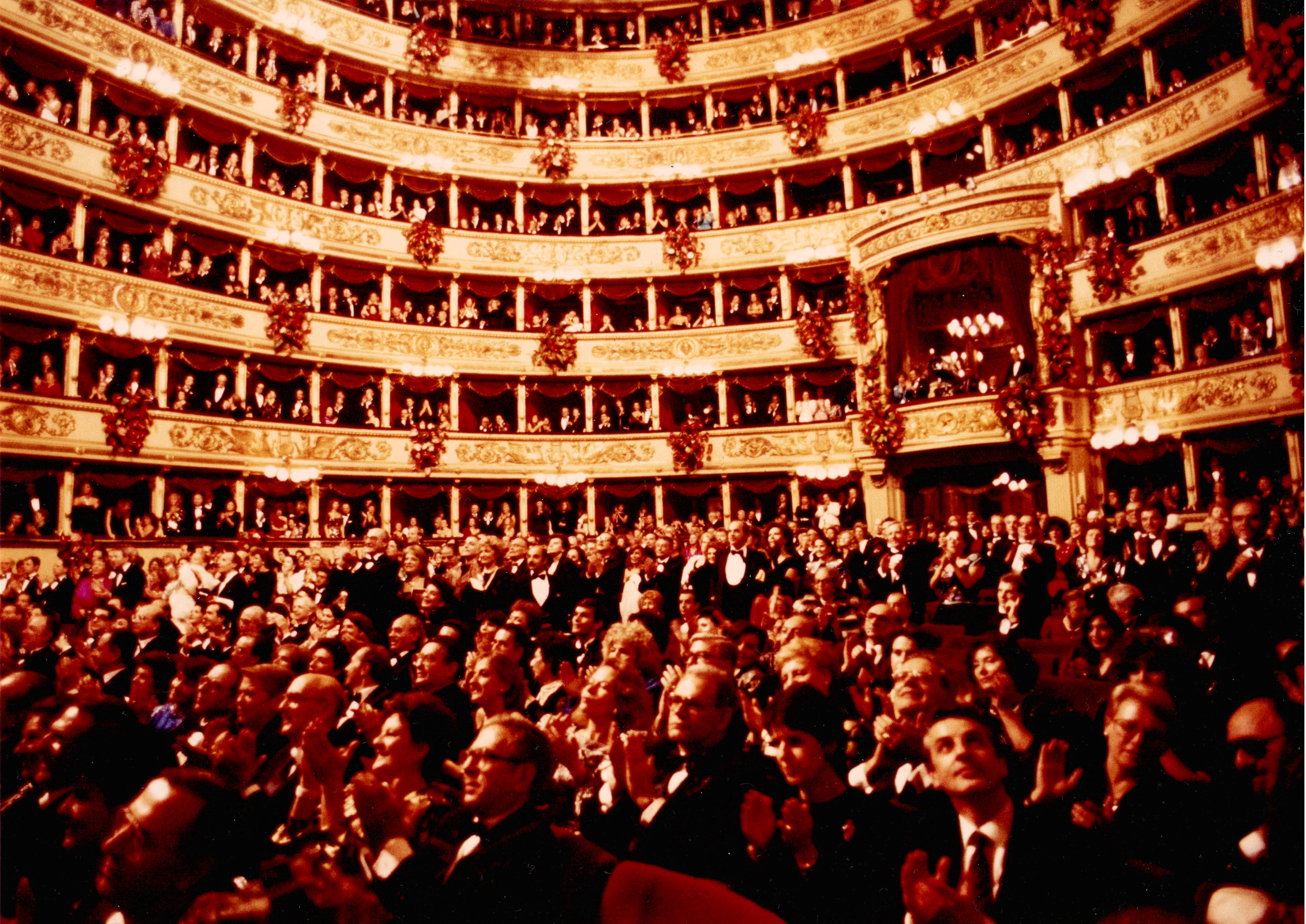
Serata di inaugurazione della stagione 1986-87 del Teatro alla Scala. Vista della platea e dei palchi col pubblico

- Stagione d'autunno 1778: L'Europa riconosciuta di Antonio Salieri
- Stagione di Carnevale 1778/79: Calliroe di Felice Alessandri
- Stagione di Carnevale 1779/80: Armida di Josef Mysliveček, con Caterina Gabrielli, Luigi Marchesi e Valentin Adamberger
- Stagione di Carnevale 1780/81: Antigono di Pasquale Anfossi e Luigi Gatti
- Stagione di Carnevale 1781/82: L'Olimpiade di Francesco Bianchi
- Stagione di Carnevale 1782/83: La Circe di Domenico Cimarosa, con Giacomo David
- Stagione di Carnevale 1783/84: Ademira di Angelo Tarchi
- Stagione di Carnevale 1784/85: Semiramide di Michele Mortellari
- Stagione di Carnevale 1785/86: Ipermestra di Salvatore Rispoli, con Girolamo Crescentini
- Stagione di Carnevale 1786/87: Tito nelle Gallie di Ambrogio Minoja
- Stagione di Carnevale 1787/88: Antioce di Angelo Tarchi
- Stagione di Carnevale 1788/89: Antigone di Vincenzo Campobasso
- Stagione di Carnevale 1789/90: Adriano in Siria di Sebastiano Nasolini
- Stagione di Carnevale 1790/91: La morte di Cesare di Nicola Antonio Zingarelli
- Stagione di Carnevale 1791/92: Pirro re d'Epiro di Nicola Antonio Zingarelli, con Luigi Marchesi
- Stagione di Carnevale 1792/93: Cinna di Bonifazio Asioli
- Stagione di Carnevale 1793/94: Artaserse di Nicola Antonio Zingarelli, con Giuseppina Grassini e Luigi Marchesi
- Stagione di Carnevale 1794/95: Le Danaidi di Angelo Tarchi
- Stagione di Carnevale 1795/96: Apelle e Campaspe di Giacomo Tritto
- Stagione di Carnevale 1798/99: Il trionfo di Clelia di Sebastiano Nasolini
- Stagione di Carnevale 1799/00: La Lodoiska di Johann Simon Mayr, con Luigi Marchesi
- Stagione di Carnevale 1800/01: Clitennestra di Nicola Antonio Zingarelli, con Angelica Catalani e Adamo Bianchi
- Stagione di Carnevale 1801/02: I Manli di Giuseppe Nicolini
- Stagione di Carnevale 1802/03: Ginevra di Scozia di Johann Simon Mayr rielaborata da Joseph Weigl
- Stagione di Carnevale 1803/04: Alonso e Cora di Johann Simon Mayr, diretta da Alessandro Rolla, con Girolamo Crescentini e Adamo Bianchi
- Stagione di Carnevale 1804/05: Il sagrifizio di Curzio di Ferdinando Pontelibero detto Ajutantini
- Stagione di Carnevale 1805/06: Abenamet e Zoraide di Giuseppe Nicolini, con Giuseppe Siboni
- Stagione di Carnevale 1806/07: Adelasia ed Aleramo di Giovanni Simone Mayr
- Stagione di Carnevale 1808/09: Coriolano ossia L'assedio di Roma di Giuseppe Nicolini, con Isabella Colbran e Giovanni Battista Velluti
- Stagione di Carnevale 1810/11: Raùl di Créqui di Johann Simon Mayr, con Giovanni Battista Velluti e Giuseppe Siboni
- Stagione di Carnevale 1811/12: Virginia di Pietro Casella e Gli Strelizzi di Salvatore Viganò
- Stagione di Carnevale 1812/13: Tamerlano di Johann Simon Mayr, con Carolina Bassi
- Stagione di Carnevale 1813/14: Aureliano in Palmira di Gioachino Rossini
- Stagione di Carnevale 1814/15: L'ira di Achille di Giuseppe Nicolini
- Stagione di Carnevale 1815/16: L'eroismo in amore di Ferdinando Paër, con Elisabetta Manfredini, Marietta Marcolini, Claudio Bonoldi e Giuseppe De Begnis
- Stagione di Carnevale 1817/18: I due Valdomiri di Peter Winter, con Claudio Bonoldi
- Stagione di Carnevale 1818/19: La clemenza di Tito di Wolfgang Amadeus Mozart, diretta da Alessandro Rolla, con Gaetano Crivelli
- Stagione di Carnevale e Quaresima 1819/20: Bianca e Falliero di Gioachino Rossini
- Stagione di Carnevale e Quaresima 1820/21: Fedra di Giovanni Simone Mayr
- Stagione di Carnevale e Quaresima 1821/22: Andromaca di Vincenzo Pucitta, con Adelaide Tosi e Benedetta Rosmunda Pisaroni
- Stagione di Carnevale e Quaresima 1822/23: Amleto di Saverio Mercadante
- Stagione di Carnevale e Quaresima 1824/25: La Vestale di Gaspare Spontini
- Stagione di Carnevale e Quaresima 1827/28: Il paria di Paolo Brambilla
- Stagione di Carnevale e Quaresima 1828/29: Rosemonda di Francesco Schira
- Stagione di Carnevale e Quaresima 1829/30: Adelaide di Francia di Cesare Pugni e L'assedio di Corinto di Gioachino Rossini
- Stagione di Carnevale e Quaresima 1830/31: I Capuleti e i Montecchi di Vincenzo Bellini, con Giuditta Grisi e Giovanni Battista Rubini
- Stagione di Carnevale e Quaresima 1831/32: Norma di Vincenzo Bellini
- Stagione di Carnevale e Quaresima 1833/34: Lucrezia Borgia di Gaetano Donizetti
- Stagione di Carnevale e Quaresima 1834/35: Gemma di Vergy di Gaetano Donizetti
- Stagione di Carnevale e Quaresima 1835/36: I puritani di Vincenzo Bellini, diretta da Eugenio Cavallini, con Antonio Poggi e Ignazio Marini
- Stagione di Carnevale e Quaresima 1836/37: Guglielmo Tell di Gioacchino Rossini
- Stagione di Carnevale e Quaresima 1837/38:
- Stagione di Carnevale e Quaresima 1838/39: La muta di Portici di Daniel Auber
- Stagione di Carnevale e Quaresima 1840/41: Il bravo di Saverio Mercadante
- Stagione di Carnevale e Quaresima 1841/42: Maria Padilla di Gaetano Donizetti
- Stagione di Carnevale e Quaresima 1842/43: Vallombra di Federico Ricci
- Stagione di Carnevale e Quaresima 1843/44: Maria regina d'Inghilterra di Giovanni Pacini
- Stagione di Carnevale e Quaresima 1844/45: I Lombardi alla prima crociata di Giuseppe Verdi
- Stagione di Carnevale e Quaresima 1845/46: Otello di Gioachino Rossini
- Stagione di Carnevale e Quaresima 1846/47: Attila di Giuseppe Verdi
- Stagione di Carnevale e Quaresima 1847/48: Orazi e Curiazi di Saverio Mercadante
- Stagione di Carnevale e Quaresima 1848/49: La schiava saracena di Saverio Mercadante
- Stagione di Carnevale e Quaresima 1849/50: Attila di Giuseppe Verdi
- Stagione di Carnevale e Quaresima 1850/51: Gerusalemme, rifacimento de I Lombardi alla prima crociata, di Giuseppe Verdi
- Stagione di Carnevale e Quaresima 1851/52: Luisa Miller di Giuseppe Verdi
- Stagione di Carnevale e Quaresima 1852/53: Luigi V, re di Francia di Alberto Mazzucato
- Stagione di Carnevale e Quaresima 1853/54: Il convito di Baldassarre di Antonio Buzzi
- Stagione di Carnevale e Quaresima 1854/55: Marco Visconti di Errico Petrella
- Stagione di Carnevale e Quaresima 1855/56: Leila di Granata, rifacimento de L'ebreo, di Giuseppe Apolloni
- Stagione di Carnevale e Quaresima 1856/57: Sordello di Antonio Buzzi
- Stagione di Carnevale e Quaresima 1857/58: Giovanna de Guzman, versione censurata de I vespri siciliani, di Giuseppe Verdi
- Stagione di Carnevale e Quaresima 1858/59: Semiramide di Gioachino Rossini
- Stagione di Carnevale e Quaresima 1859/60: La traviata di Giuseppe Verdi
- Stagione di Carnevale e Quaresima 1861/62: Mosè di Gioachino Rossini
- Stagione di Carnevale e Quaresima 1862/63: Jone di Errico Petrella
- Stagione di Carnevale e Quaresima 1863/64: Rienzi di Achille Peri
- Stagione di Carnevale e Quaresima 1864/65:
- Stagione di Carnevale e Quaresima 1865/66:
- Stagione di Carnevale e Quaresima 1866/67: La Dewâdâcy di Costantino Dall'Argine
- Stagione di Carnevale e Quaresima 1867/68: Dom Sébastien di Gaetano Donizetti, con Leone Giraldoni
- Stagione di Carnevale e Quaresima 1868/69: Don Carlo di Giuseppe Verdi
- Stagione di Carnevale e Quaresima 1870/71: L'Africaine di Giacomo Meyerbeer, con Antonietta Fricci, Mario Tiberini ed Ormondo Maini
- Stagione di Carnevale e Quaresima 1871/72: Il Guarany di Antônio Carlos Gomes
- Stagione di Carnevale e Quaresima 1872/73: Ruy Blas di Filippo Marchetti
- Stagione di Carnevale e Quaresima 1873/74:
- Stagione di Carnevale e Quaresima 1874/75:
- Stagione di Carnevale e Quaresima 1875/76: I vespri siciliani di Giuseppe Verdi, con Gottardo Aldighieri
- Stagione di Carnevale e Quaresima 1876/77: Gli ugonotti di Giacomo Meyerbeer, direttore Franco Faccio
- Stagione di Carnevale e Quaresima 1877/78: L'Africana di Giacomo Meyerbeer
- Stagione di Carnevale e Quaresima 1878/79: Don Carlo di Giuseppe Verdi, direttore Franco Faccio
- Stagione di Carnevale e Quaresima 1879/80: Aida di Giuseppe Verdi, direttore Franco Faccio
- Stagione di Carnevale e Quaresima 1880/81: Il figliuol prodigo di Amilcare Ponchielli, direttore Franco Faccio
- Stagione di Carnevale e Quaresima 1881/82: Guglielmo Tell di Gioacchino Rossini, direttore Franco Faccio
- Stagione di Carnevale e Quaresima 1882/83: La stella del nord di Giacomo Meyerbeer, direttore Franco Faccio
- Stagione di Carnevale e Quaresima 1883/84: La Gioconda di Amilcare Ponchielli, direttore Franco Faccio
- Stagione di Carnevale e Quaresima 1884/85: Mefistofele di Arrigo Boito, direttore Franco Faccio[1]
- Stagione di Carnevale e Quaresima 1885/86: Carmen di Georges Bizet[2]
- Stagione di Carnevale e Quaresima 1886/87: Aida di Giuseppe Verdi
- Stagione di Carnevale e Quaresima 1887/88: La regina di Saba di Karl Goldmark, direttore Franco Faccio
- Stagione di Carnevale e Quaresima 1888/89: Asrael di Alberto Franchetti, direttore Franco Faccio
- Stagione di Carnevale e Quaresima 1889/90: I maestri cantori di Norimberga di Richard Wagner
- Stagione di Carnevale e Quaresima 1890/91: Le Cid di Jules Massenet, direttore Leopoldo Mugnone, con Hariclea Darclée e Mario Ancona
- Stagione di Carnevale e Quaresima 1891/92: Tannhäuser di Richard Wagner, direttore Edoardo Mascheroni
- Stagione di Carnevale e Quaresima 1892/93: Cristoforo Colombo di Alberto Franchetti, direttore Alberto Franchetti, con Giuseppe Kaschmann ed Antonio Pini-Corsi[3]
- Stagione di Carnevale e Quaresima 1893/94: La Valchiria di Richard Wagner
- Stagione di Carnevale e Quaresima 1894/95: Sigurd di Ernest Reyer, direttore Rodolfo Ferrari
- Stagione di Carnevale e Quaresima 1895/96: Henry VIII di Camille Saint-Saëns
- Stagione di Carnevale e Quaresima 1896/97: Il crepuscolo degli dei di Richard Wagner, direttore Vittorio Maria Vanzo
- Stagione di Carnevale e Quaresima 1897/98: Il Teatro alla Scala rimase chiuso per mancanza delle sovvenzioni comunali[4]
- Stagione di Carnevale e Quaresima 1898/99: I maestri cantori di Norimberga di Richard Wagner, direttore Arturo Toscanini
- Stagione di Carnevale e Quaresima 1899/1900: Sigfrido di Richard Wagner, direttore Arturo Toscanini
- Stagione di Carnevale e Quaresima 1900/01: La bohème di Giacomo Puccini
- Stagione di Carnevale e Quaresima 1901/02: La Valchiria di Richard Wagner, direttore Arturo Toscanini
- Stagione di Carnevale e Quaresima 1902/03: La dannazione di Faust di Hector Berlioz[5]
- Stagione di Carnevale e Quaresima 1903/04: L'oro del Reno di Richard Wagner, direttore Cleofonte Campanini
- Stagione di Carnevale e Quaresima 1904/05: Aida di Giuseppe Verdi, direttore Cleofonte Campanini
- Stagione di Carnevale e Quaresima 1905/06: Loreley di Alfredo Catalani
- Stagione di Carnevale e Quaresima 1906/07: Carmen di Georges Bizet, direttore da Arturo Toscanini[6]
- Stagione di Carnevale e Quaresima 1907/08: Il crepuscolo degli dei di Richard Wagner, direttore Arturo Toscanini
- Stagione di Carnevale e Quaresima 1908/09: La Vestale di Gaspare Spontini, direttore Edoardo Vitale
- Stagione di Carnevale e Quaresima 1909/10: La Valchiria di Richard Wagner, direttore Edoardo Vitale
- Stagione di Carnevale e Quaresima 1910/11: Sigfrido di Richard Wagner, direttore Tullio Serafin
- Stagione di Carnevale e Quaresima 1911/12: Armida di Christoph Willibald Gluck, direttore Tullio Serafin[7]
- Stagione di Carnevale e Quaresima 1912/13: Don Carlo di Giuseppe Verdi, direttore Tullio Serafin[8]
- Stagione di Carnevale e Quaresima 1913/14: Nabucco di Giuseppe Verdi, direttore Leopoldo Mugnone[9]
- Stagione di Carnevale e Quaresima 1914/15: L'oro del Reno di Richard Wagner, direttore Gino Marinuzzi
- Stagione di Carnevale e Quaresima 1915/16: Il principe Igor di Aleksandr Borodin, direttore Gino Marinuzzi
- Stagione di Carnevale e Quaresima 1916/17: Fernando Cortez di Gaspare Spontini, direttore Ettore Panizza
- Stagione di Carnevale e Quaresima 1917/18: Il Teatro alla Scala rimase chiuso per rinuncia del concessionario[10]
- Stagione 1918/19: Nessuna attività per mancate sovvenzioni comunali
- Stagione 1919/20: Il Teatro alla Scala rimase chiuso per ristrutturazione
- Stagione 1920/21: Il Teatro alla Scala rimase chiuso per ristrutturazione
- Stagione 1921/22: Falstaff di Giuseppe Verdi; direttore Arturo Toscanini[11]
- Stagione 1922/23: Falstaff di Giuseppe Verdi; direttore Arturo Toscanini[12]
- Stagione 1923/24: Salomè di Richard Strauss e I Compagnacci di Primo Riccitelli; direttore Vittorio Gui; regia di Giovacchino Forzano[13]
- Stagione 1924/25: Nerone di Arrigo Boito; direttore Arturo Toscanini; regia di Giovacchino Forzano[14]
- Stagione 1925/26: Un ballo in maschera di Giuseppe Verdi; direttore Arturo Toscanini; regia di Giovacchino Forzano[15]
- Stagione 1926/27: Don Carlo di Giuseppe Verdi; direttore Arturo Toscanini; regia di Giovacchino Forzano[16]
- Stagione 1927/28: Mefistofele di Arrigo Boito; direttore Arturo Toscanini; regia di Giovacchino Forzano[17]
- Stagione 1928/29: Otello di Giuseppe Verdi; direttore Arturo Toscanini; regia di Giovacchino Forzano[18]
- Stagione 1929/30: La campana sommersa di Ottorino Respighi; direttore Ottorino Respighi[19]
- Stagione 1930/31: I Lombardi alla prima crociata di Giuseppe Verdi; direttore Ettore Panizza; regia di Lothar Wallerstein[20]
- Stagione 1931/32: Norma di Vincenzo Bellini; direttore Ettore Panizza
- Stagione 1932/33: Il crepuscolo degli dei di Richard Wagner; direttore Victor de Sabata; regia di Mario Frigerio
- Stagione 1933/34: Nabucco di Giuseppe Verdi, direttore Vittorio Gui; regia di Mario Frigerio
- Stagione 1934/35: Il figliuol prodigo di Amilcare Ponchielli; direttore Victor de Sabata; regia di Mario Frigerio
- Stagione 1935/36: Ernani di Giuseppe Verdi, diretta da Gino Marinuzzi; regia di Mario Frigerio
- Stagione 1936/37: Falstaff di Giuseppe Verdi; direttore Victor de Sabata; regia di Mario Frigerio
- Stagione 1937/38: Mefistofele di Arrigo Boito; direttore Victor de Sabata; regia di Mario Frigerio
- Stagione 1938/39: Macbeth di Giuseppe Verdi; direttore Gino Marinuzzi; regia di Oskar Walleck
- Stagione 1939/40: Guglielmo Tell di Gioachino Rossini; direttore Gino Marinuzzi; regia di Mario Frigerio
- Stagione 1940/41: Poliuto di Gaetano Donizetti; direttore Gino Marinuzzi; regia di Mario Frigerio
- Stagione 1941/42: Ernani di Giuseppe Verdi; direttore Gino Marinuzzi; regia di Mario Frigerio
- Stagione 1942/43: Falstaff di Giuseppe Verdi; direttore Victor de Sabata; regia di Mario Frigerio
- Stagione 1943/44: Mefistofele di Arrigo Boito; direttore Gino Marinuzzi; regia di Mario Frigerio (al Teatro Sociale di Como)[21]
- Stagione 1944/45: Edgar di Giacomo Puccini; direttore Antonino Votto; regia di Mario Frigerio (al Teatro Lirico di Milano)[22]
- Stagione 1945/46: Francesca da Rimini di Riccardo Zandonai; direttore Antonio Guarnieri; regia di Giuseppe Marchioro (al Teatro Lirico di Milano)[23]
- Stagione 1946/47: Nabucco di Giuseppe Verdi; direttore Tullio Serafin; regia di Alessandro Sanine
- Stagione 1947/48: Otello di Giuseppe Verdi; direttore Victor De Sabata; regia di Carlo Piccinato
- Stagione 1948/49: Il trovatore di Giuseppe Verdi; direttore Victor De Sabata; regia di Carlo Piccinato
- Stagione 1949/50: La bohème di Giacomo Puccini; direttore Victor De Sabata; regia di Giovacchino Forzano
- Stagione 1950/51: Otello di Giuseppe Verdi; direttore Victor De Sabata; regia di Mario Frigerio
- Stagione 1951/52: I vespri siciliani di Giuseppe Verdi; direttore Victor de Sabata; regia di Herbert Graf
- Stagione 1952/53: Macbeth di Giuseppe Verdi; direttore Victor De Sabata; regia di Carl Ebert
- Stagione 1953/54: La Wally di Alfredo Catalani; direttore Carlo Maria Giulini; regia di Tatiana Pavlova
- Stagione 1954/55: La Vestale di Gaspare Spontini; direttore Antonino Votto; regia di Luchino Visconti
- Stagione 1955/56: Norma di Vincenzo Bellini; direttore Antonino Votto; regia di Margarete Wallmann
- Stagione 1956/57: Aida di Giuseppe Verdi; direttore Antonino Votto; regia di Franco Enriquez
- Stagione 1957/58: Un ballo in maschera di Giuseppe Verdi; direttore Gianandrea Gavazzeni; regia di Margherita Wallmann
- Stagione 1958/59: Turandot [op. post.] di Giacomo Puccini; direttore Antonino Votto; regia di Margherita Wallmann
- Stagione 1959/60: Otello di Giuseppe Verdi; direttore Antonino Votto; regia di Margherita Wallmann
- Stagione 1960/61: Poliuto di Gaetano Donizetti; direttore Antonino Votto; regia di Herbert Graf
- Stagione 1961/62: La battaglia di Legnano di Giuseppe Verdi; direttore Gianandrea Gavazzeni; regia di Margherita Wallmann
- Stagione 1962/63: Il trovatore di Giuseppe Verdi; direttore Gianandrea Gavazzeni; regia di Giorgio De Lullo
- Stagione 1963/64: dittico Cavalleria rusticana e L'amico Fritz di Pietro Mascagni; direttore Gianandrea Gavazzeni; regia di Franco Enriquez
- Stagione 1964/65: Turandot [op. post.] di Giacomo Puccini; direttore Gianandrea Gavazzeni; regia di Margherita Wallmann
- Stagione 1965/66: La forza del destino di Giuseppe Verdi; direttore Gianandrea Gavazzeni; regia di Margherita Wallmann
- Stagione 1966/67: Nabucco di Giuseppe Verdi; direttore Gianandrea Gavazzeni; regia di Franco Enriquez
- Stagione 1967/68: Lucia di Lammermoor di Gaetano Donizetti; direttore Claudio Abbado; regia di Giorgio De Lullo
- Stagione 1968/69: Don Carlo di Giuseppe Verdi; direttore Claudio Abbado; regia di Jean-Pierre Ponnelle
- Stagione 1969/70: Ernani di Giuseppe Verdi; direttore Antonino Votto; regia di Giorgio De Lullo
- Stagione 1970/71: I vespri siciliani di Giuseppe Verdi; direttore Gianandrea Gavazzeni; regia di Giorgio De Lullo
- Stagione 1971/72: Simon Boccanegra di Giuseppe Verdi; direttore Claudio Abbado; regia di Giorgio Strehler
- Stagione 1972/73: Un ballo in maschera di Giuseppe Verdi; direttore Gianandrea Gavazzeni; regia di Franco Zeffirelli
- Stagione 1973/74: L'italiana in Algeri di Gioachino Rossini; direttore Claudio Abbado; regia di Jean-Pierre Ponnelle
- Stagione 1974/75: Fidelio di Ludwig van Beethoven; direttore Karl Böhm; regia di Günther Rennert
- Stagione 1975/76: Macbeth di Giuseppe Verdi; direttore Claudio Abbado; regia di Giorgio Strehler
- Stagione 1976/77: Otello di Giuseppe Verdi; direttore Carlos Kleiber; regia di Franco Zeffirelli
- Stagione 1977/78: Don Carlo di Giuseppe Verdi; direttore Claudio Abbado; regia di Luca Ronconi
- Stagione 1978/79: Simon Boccanegra di Giuseppe Verdi; direttore Claudio Abbado; regia di Giorgio Strehler [non inaugurazione di stagione bensì replica nella stagione del bicentenario]
- Stagione 1979/80: Boris Godunov di Modest Musorgskij; direttore Claudio Abbado; regia di Jurij Petrovič Ljubimov
- Stagione 1980/81: Falstaff di Giuseppe Verdi; direttore Lorin Maazel; regia di Giorgio Strehler
- Stagione 1981/82: Lohengrin di Richard Wagner; direttore Claudio Abbado; regia di Giorgio Strehler
- Stagione 1982/83: Ernani di Giuseppe Verdi; direttore Riccardo Muti; regia di Luca Ronconi
- Stagione 1983/84: Turandot [op. post.] di Giacomo Puccini; direttore Lorin Maazel; regia di Franco Zeffirelli
- Stagione 1984/85: Carmen di Georges Bizet; direttore Claudio Abbado; regia di Piero Faggioni; diretta su Raiuno
- Stagione 1985/86: Aida di Giuseppe Verdi; direttore Lorin Maazel; regia di Luca Ronconi; diretta su Raidue e Rai Radio 3
- Stagione 1986/87: Nabucco di Giuseppe Verdi; direttore Riccardo Muti; regia di Roberto De Simone; diretta su Raitre e Rai Radio 3
- Stagione 1987/88: Don Giovanni di Wolfgang Amadeus Mozart; direttore Riccardo Muti; regia di Giorgio Strehler
- Stagione 1988/89: Guglielmo Tell di Gioachino Rossini; direttore Riccardo Muti, regia di Luca Ronconi
- Stagione 1989/90: I vespri siciliani di Giuseppe Verdi; direttore Riccardo Muti; regia di Pier Luigi Pizzi
- Stagione 1990/91: Idomeneo di Wolfgang Amadeus Mozart; direttore Riccardo Muti; regia di Roberto De Simone
- Stagione 1991/92: Parsifal di Richard Wagner; direttore Riccardo Muti; regia di Cesare Lievi
- Stagione 1992/93: Don Carlo di Giuseppe Verdi; direttore Riccardo Muti; regia di Franco Zeffirelli
- Stagione 1993/94: La Vestale di Gaspare Spontini; direttore Riccardo Muti; regia di Liliana Cavani
- Stagione 1994/95: Die Walküre di Richard Wagner; direttore Riccardo Muti; regia di André Engel
- Stagione 1995/96: Die Zauberflöte di Wolfgang Amadeus Mozart; direttore Riccardo Muti; regia di Roberto De Simone
- Stagione 1996/97: Armide di Christoph Willibald Gluck; direttore Riccardo Muti, regia Pier Luigi Pizzi
- Stagione 1997/98: Macbeth di Giuseppe Verdi; Riccardo Muti, regia di Graham Vick
- Stagione 1998/99: Götterdämmerung di Richard Wagner; direttore Riccardo Muti, regia di Yannis Kokkos
- Stagione 1999/2000: Fidelio di Ludwig van Beethoven; direttore Riccardo Muti; regia di Werner Herzog
- Stagione 2000/01: Il trovatore di Giuseppe Verdi; direttore Riccardo Muti, regia di Hugo de Ana
- Stagione 2001/02: Otello di Giuseppe Verdi; direttore Riccardo Muti, regia di Graham Vick
- Stagione 2002/03: Iphigénie en Aulide di Christoph Willibald Gluck, direttore Riccardo Muti, regia di Yannis Kokkos [al Teatro degli Arcimboldi di Milano]
- Stagione 2003/04: Moïse et Pharaon di Gioacchino Rossini; direttore Riccardo Muti; regia di Luca Ronconi [al Teatro degli Arcimboldi di Milano]
- Stagione 2004/05: L'Europa riconosciuta di Antonio Salieri; direttore Riccardo Muti, regia di Luca Ronconi
- Stagione 2005/06: Idomeneo di Wolfgang Amadeus Mozart; direttore Daniel Harding, regia di Luc Bondy
- Stagione 2006/07: Aida di Giuseppe Verdi; direttore Riccardo Chailly, regia di Franco Zeffirelli
- Stagione 2007/08: Tristan und Isolde di Richard Wagner; direttore Daniel Barenboim, regia di Patrice Chéreau
- Stagione 2008/09: Don Carlo di Giuseppe Verdi; direttore Daniele Gatti; regia di Stéphane Braunschweig
- Stagione 2009/10: Carmen di Georges Bizet; direttore Daniel Barenboim, regia di Emma Dante
- Stagione 2010/11: Die Walküre di Richard Wagner; direttore Daniel Barenboim, regia di Guy Cassiers
- Stagione 2011/12: Don Giovanni di Wolfgang Amadeus Mozart; direttore Daniel Barenboim, regia di Robert Carsen
- Stagione 2012/13: Lohengrin di Richard Wagner; direttore Daniel Barenboim, regia di Claus Guth
- Stagione 2013/14: La traviata di Giuseppe Verdi; direttore Daniele Gatti, regia di Dmitrij Černjakov
- Stagione 2014/15: Fidelio di Ludwig van Beethoven; direttore Daniel Barenboim, regia di Deborah Warner
- Stagione 2015/16: Giovanna d'Arco di Giuseppe Verdi; direttore Riccardo Chailly, regia di Moshe Leiser e Patrice Caurier
- Stagione 2016/17: Madama Butterfly di Giacomo Puccini; direttore Riccardo Chailly, regia di Alvis Hermanis
- Stagione 2017/18: Andrea Chénier di Umberto Giordano; direttore Riccardo Chailly, regia di Mario Martone
- Stagione 2018/19: Attila di Giuseppe Verdi; direttore Riccardo Chailly, regia di Davide Livermore
- Stagione 2019/20: Tosca di Giacomo Puccini; direttore Riccardo Chailly, regia di Davide Livermore
- Stagione 2020/21: Inizialmente prevista Lucia di Lammermoor di Gaetano Donizetti, direttore Riccardo Chailly, regia di Yannis Kokkos [24]; a causa della pandemia di COVID-19 sostituito dal concerto A rivedere le stelle, direttore Riccardo Chailly, regia di Davide Livermore[25]
- Stagione 2021/22: Macbeth di Giuseppe Verdi; direttore Riccardo Chailly, regia di Davide Livermore[26]
- Stagione 2022/23: Boris Godunov di Modest Musorgskij; direttore Riccardo Chailly, regia di Kasper Holten
- Stagione 2023/24: Don Carlo di Giuseppe Verdi; direttore Riccardo Chailly; regia di Lluís Pasqual
- Stagione 2024/25: La forza del destino di Giuseppe Verdi; direttore Riccardo Chailly; regia di Leo Muscato
- Stagione 2025/26: Lady Macbeth del Distretto di Mcensk di Dmitrij Dmitrievič Šostakovič; direttore Riccardo Chailly; regia di Vasily Barkhatov
- Stagione 2026/27: Otello di Giuseppe Verdi; direttore Myung-Whung Chung
- Stagione 2027/28: La Jura di Gavino Gabriel; direttore Myung-Whun Chung

## Ascolti
| Stagione | Opera                | Telespettatori | Share | Fonte  | Conduzione     | Conduzione       | Rete televisiva |
| -------- | -------------------- | -------------- | ----- | ------ | -------------- | ---------------- | --------------- |
| 2010/11  | Die Walküre          | 169 000        | 0,87% | [ 27 ] |                |                  | Rai 5           |
| 2011/12  | Don Giovanni         | 428 000        | 2,02% | [ 28 ] |                |                  | Rai 5           |
| 2012/13  | Lohengrin            | 198 000        | 0,98% | [ 29 ] |                |                  | Rai 5           |
| 2013/14  | La traviata          | 654 000        | 3,26% | [ 30 ] |                |                  | Rai 5           |
| 2014/15  | Fidelio              | 314 000        | 1,54% | [ 31 ] |                |                  | Rai 5           |
| 2015/16  | Giovanna d'Arco      | 316 000        | 1,6%  | [ 32 ] |                |                  | Rai 5           |
| 2016/17  | Madama Butterfly     | 2 644 000      | 13,5% | [ 33 ] | Milly Carlucci | Antonio Di Bella | Rai 1           |
| 2017/18  | Andrea Chénier       | 2 077 000      | 11,1% | [ 34 ] | Milly Carlucci | Antonio Di Bella | Rai 1           |
| 2018/19  | Attila               | 1 938 000      | 10,8% | [ 35 ] | Milly Carlucci | Antonio Di Bella | Rai 1           |
| 2019/20  | Tosca                | 2 856 000      | 15,0% | [ 36 ] | Milly Carlucci | Antonio Di Bella | Rai 1           |
| 2020/21  | A rivedere le stelle | 2 608 000      | 14,7% | [ 37 ] | Milly Carlucci | Bruno Vespa      | Rai 1           |
| 2021/22  | Macbeth              | 2 064 000      | 10,5% | [ 38 ] | Milly Carlucci | Bruno Vespa      | Rai 1           |
| 2022/23  | Boris Godunov        | 1 495 000      | 9,1%  | [ 39 ] | Milly Carlucci | Bruno Vespa      | Rai 1           |
| 2023/24  | Don Carlo            | 1 411 000      | 8,4%  | [ 40 ] | Milly Carlucci | Bruno Vespa      | Rai 1           |
| 2024/25  | La forza del destino | 1 603 000      | 10,2% | [ 41 ] | Milly Carlucci | Bruno Vespa      | Rai 1           |

## Addobbo floreale

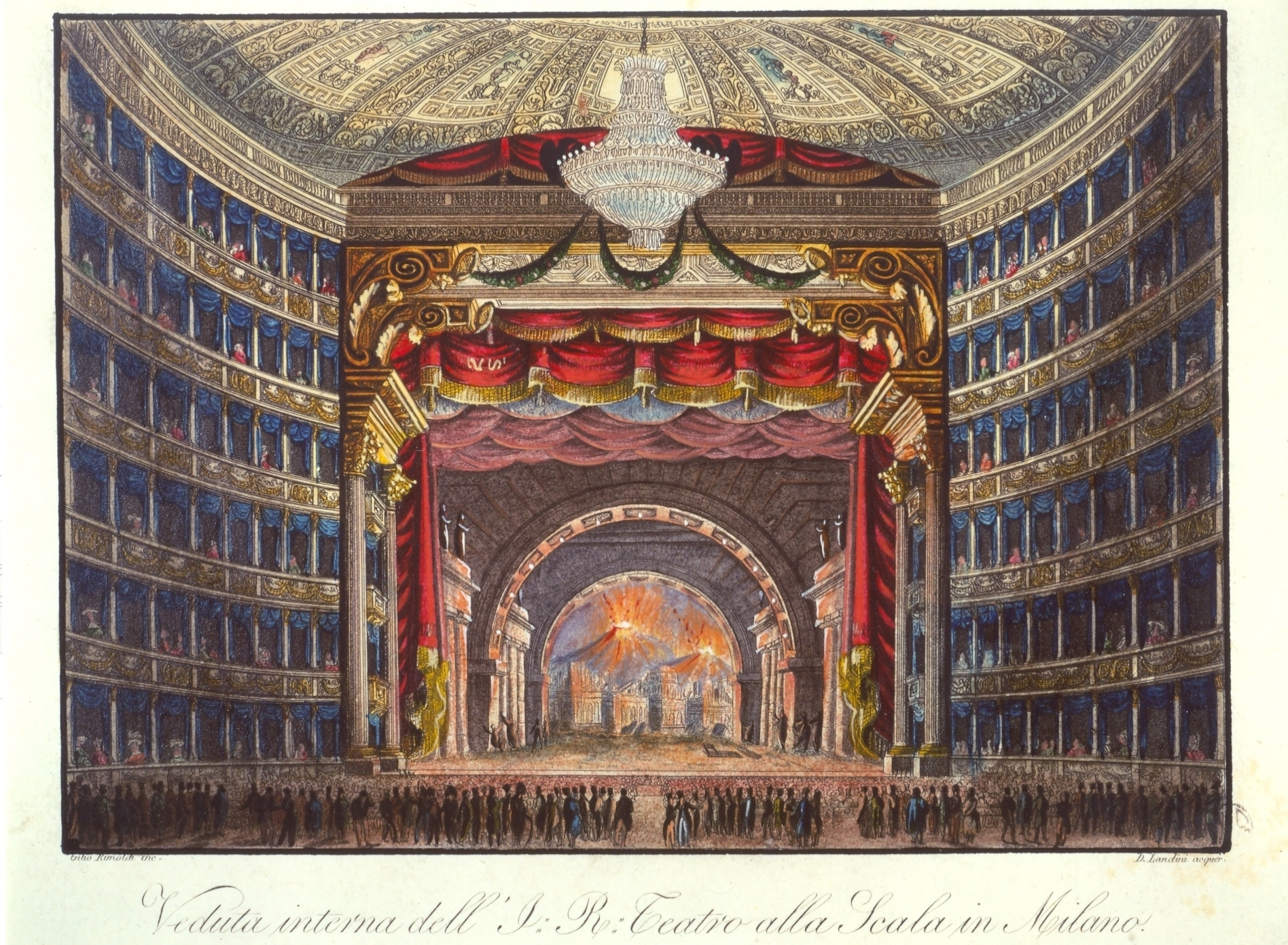
Il Teatro alla Scala durante una rappresentazione nel secolo XIX. Visibili i festoni di fiori a forma di mezzaluna sopra il palcoscenico

Dal 1985 al 2013 l'addobbo floreale in occasione della prima stagionale del 7 dicembre è stato realizzato volontariamente dai fioristi milanesi in forma organizzata e continuativa, usufruendo del materiale donato da alcuni mercati nazionali di fiori e piante.
Già nel XIX e XX secolo era consuetudine presentare il Teatro alla Scala addobbato di fiori per la sera del 7 dicembre in occasione della festa patronale di Sant'Ambrogio, tradizione che si interruppe con la prima guerra mondiale. Nel 1985 il sovrintendente Carlo Maria Badini accettò la proposta dell'associazione fioristi milanesi di addobbare con festoni i palchi del teatro in occasione della "prima" di quell'anno.

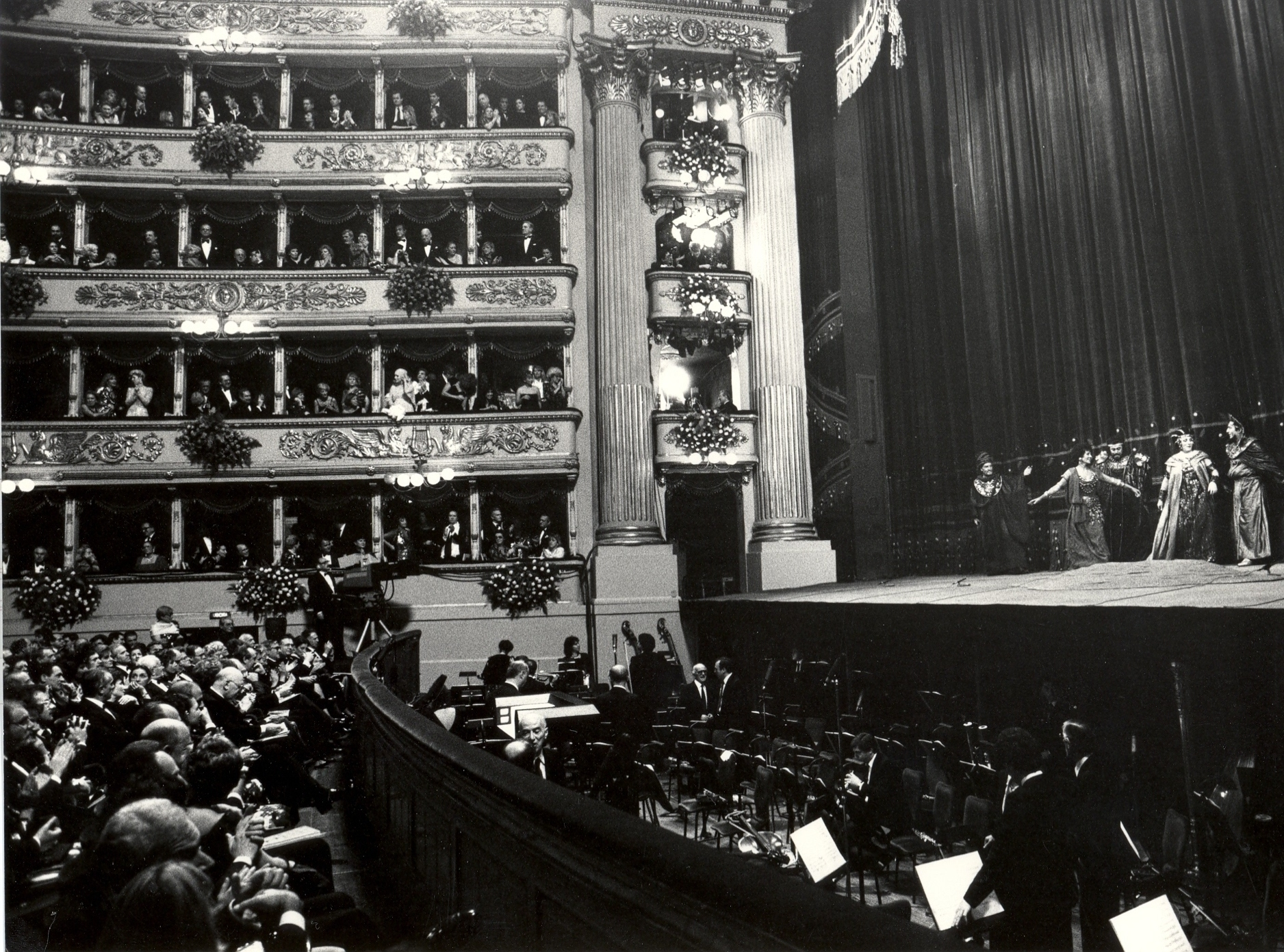
I palchi di proscenio addobbati con i fiori di Pescia durante la Prima del 1985

Questa operazione si è svolta ininterrottamente per più di un ventennio dando la possibilità ai fioristi di Milano e della provincia di prestare la loro opera e di esprimersi nel rispetto dei temi delle opere liriche in programma. La prima volta di questo nuovo corso vide l'omaggio del mercato dei fiori di Pescia, al quale, dopo la breve parentesi del Mercato di Milano nel 1986-87, seguì nel 1988 l'arrivo del materiale floreale del Mercato dei Fiori di Terlizzi, che consolidò questa collaborazione anche negli anni a venire risultando quello con maggiori partecipazioni alla prima per l'addobbo floreale del Teatro alla Scala (11 edizioni di forniture gratuite). Seguono il Mercato di Milano (9 volte) e Pescia e Sanremo con una sola elargizione. In tutti i casi vi fu il contributo dell'Unione del Commercio di Milano (odierno Confcommercio Milano) per la copertura delle spese rimanenti, mentre l'ente scaligero, per la parte logistica, metteva a disposizione i suoi magazzini di Pero per la preparazione delle strutture floreali.
Il 5 dicembre 1988, nel corso della conferenza stampa di presentazione dell'iniziativa dei fioristi milanesi per l'inaugurazione della stagione d'opera 1988-89, l'associazione fioristi presentò una ricerca sul consumo di fiori e piante in Italia secondo la quale nel 1987 la spesa in Italia di questi generi era stata di oltre 5.000 miliardi di lire, di cui Milano rappresentava, da sola, il 15%; in quella sede, inoltre, il Presidente dell'associazione Agostino Marchesetti ebbe modo di evidenziare la presenza di venditori abusivi di fiori e piante nella città di Milano, considerata una concorrenza che andava a discapito di tutta la categoria.  Uno schema di infiorata del 1827 (tratto da un'incisione di Gilio Rimoldi) è stato il progetto al quale si sono ispirati i fioristi milanesi per i lavori di addobbo della prima del 1989 (I Vespri Siciliani). In quell'occasione, secondo una rigorosa ricostruzione storica, furono sistemati oltre cento festoni sui palchi e, per la prima volta, anche la facciata esterna fu abbellita con oltre sessanta metri di grandi festoni utilizzando complessivamente 15.000 garofani, 3.000 gerbere e un quantitativo imprecisato di felci e verde vario.

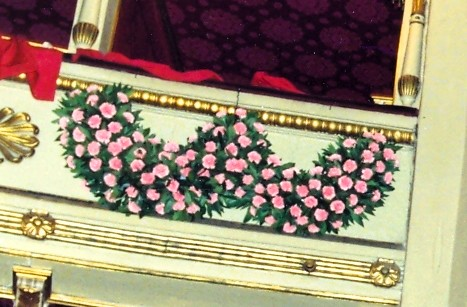
7 dicembre 1989. Uno dei festoni di garofani riprendente motivi del XIX secolo

In occasione del Parsifal, l'opera inaugurale del 1991, il progetto di addobbo fu realizzato per la prima volta in collaborazione con i coreografi della Scala, risultando così sostanzialmente diverso dai precedenti, eseguiti in esclusiva dalla speciale commissione tecnica dell'associazione. Questo portò a realizzare un rinnovato addobbo dell'interno del teatro con le ghirlande di garofani bianchi e rosa sostenute da enormi festoni di alloro che costituivano l'asse portante delle strutture floreali che abbellivano i palchi.
La prima del 7 dicembre 1992 fu particolarmente sentita: nonostante un clima generale di austerità in seguito allo scandalo Mani Pulite, cento fioristi realizzarono un addobbo dalle dimensioni considerevoli con 20mila garofani, dieci quintali di alloro, rose, frutta, rami di pino e ginepro, con i quali coprirono l'interno e l'esterno del teatro con decorazioni che si ispiravano ai pittori spagnoli e fiamminghi contemporanei del Don Carlo che veniva rappresentato in scena. Ai cento festoni dell'interno, si aggiunsero le nove grandi strutture floreali che furono sistemate sulla facciata principale.
Nel 1993 nessun grande produttore si rese disponibile a sostenere i fioristi milanesi e allora fu l'Unione del Commercio a sobbarcarsi tutte le spese necessarie per donare alla Scala un addobbo floreale in linea con gli anni precedenti. I grossisti del Mercato dei Fiori di Milano fecero arrivare ottomila garofani rosa dalla Colombia, che assieme a dieci quintali di alloro e duemila gerbere, furono utilizzati dai fioristi per rendere più fastosa la rappresentazione della Vestale di Gaspare Spontini, diretta da Riccardo Muti con la regia di Liliana Cavani.
L'edizione del 1994 non vide la collaborazione dei fioristi di Milano e della provincia per una polemica col sovrintendente, che rifiutò le richieste dell'associazione e affidò l'addobbo floreale ad una ditta esterna col contributo di uno sponsor. L'Associazione Fioristi aveva infatti "chiesto un maggior riscontro in termini di immagine, invocando nel contempo un interessamento della Scala, onde coprire le spese vive di questo lavoro grandioso"; la direzione della Scala replicò che "la spesa dei fiori non era prevista. Quindi, a fronte della richiesta legittima economica si è imposta la necessitò di uno sponsor [l'azienda Schluiberger] che ha preferito scegliere personalmente il fornitore [Ratti di Como]". L'anno successivo furono problematiche sindacali dell'ente scaligero a impedire la collaborazione, la quale riprese tuttavia il 7 dicembre 1996 e proseguì indisturbata per altri diciannove anni.

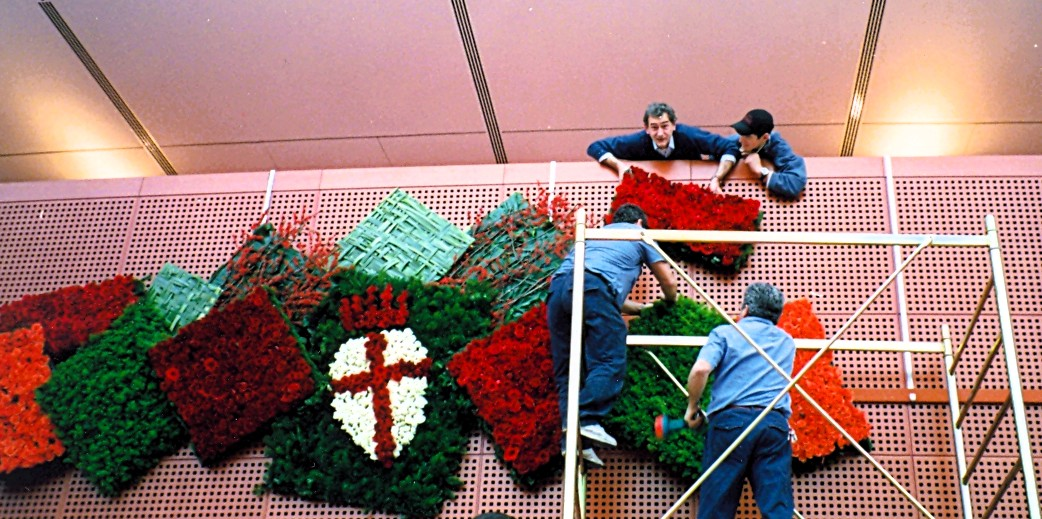
Agli Arcimboldi (2002)

Negli anni 2002 e 2003, per l'indisponibilità del Teatro alla Scala a causa della ristrutturazione completa dello stabile, l'inaugurazione della stagione scaligera si tenne al Teatro degli Arcimboldi, dove i fioristi sperimentarono con la creazione di festoni più moderni. Per la prima dopo la riapertura del teatro nel 2004, da Terlizzi arrivarono 20.000 rose di vari colori assieme a grandi quantitativi di verde ornamentale (rami di pino e foglie di magnolia verde). Ambedue i materiali servirono anche per l'allestimento dei grossi festoni che addobbarono la facciata i quali, privati delle rose, per la prima volta furono lasciati per tutto il periodo natalizio.

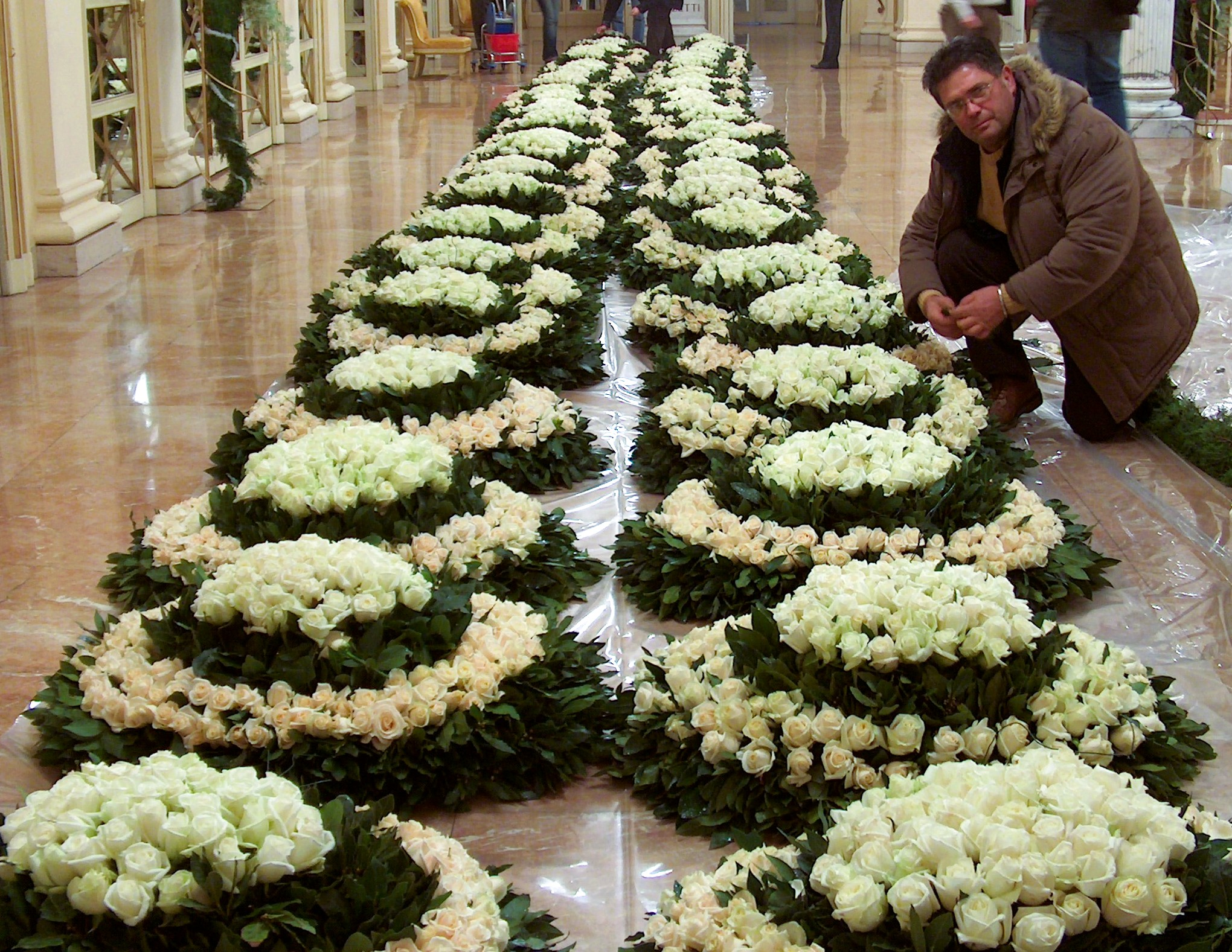
I cammei di rose bianche di Terlizzi (2005)

Nel 1990 il Sindaco di Milano, Paolo Pillitteri, ha conferito ai fioristi milanesi l'Ambrogino d'Oro, "quale segno di vivo apprezzamento, amicizia e simpatia di Milano e dei milanesi".
Dal 2013 non ci sono più state intese tra l'Ente Scala e il sindacato di categoria.

### Cronologia degli addobbi
| Inaugurazione stagione | Esecuzione               | Materiale impiegato                                    | Particolari addobbati          | Tipo di struttura               | Provenienza fiori             |
| ---------------------- | ------------------------ | ------------------------------------------------------ | ------------------------------ | ------------------------------- | ----------------------------- |
| 1985                   | Fioristi milanesi        | Garofani/Gerbere*                                      | Palchi-Foyers                  | Cuscinetto a goccia             | Mercato dei Fiori di Pescia   |
| 1986                   | Fioristi milanesi        | Anthurium/Gerbere*                                     | Palchi-Foyers                  | Cuscinetto a goccia             | Mercato dei Fiori di Milano   |
| 1987                   | Fioristi milanesi        | Anthurium/Gerbere*                                     | Palchi-Foyers                  | Cuscinetto a goccia             | Mercato dei Fiori di Milano   |
| 1988                   | Fioristi milanesi        | Garofani/Gerbere*                                      | Palchi-Foyers                  | Cuscinetto a goccia             | Mercato dei Fiori di Terlizzi |
| 1989                   | Fioristi milanesi        | Garofani/Gerbere*                                      | Palchi-Foyers-Facciata esterna | Festone                         | Mercato dei Fiori di Milano   |
| 1990                   | Fioristi milanesi        | Garofani-Gerbere*                                      | Palchi-Foyers-Facciata esterna | Festone                         | Mercato dei Fiori di Sanremo  |
| 1991                   | Fioristi milanesi        | Garofani/Alloro/Gerbere*                               | Palchi-Foyers-Facciata esterna | Festone                         | Mercato dei Fiori di Milano   |
| 1992                   | Fioristi milanesi        | Garofani/Alloro/Fiori vari e frutta*                   | Palchi-Foyers-Facciata esterna | Festone                         | Mercato dei Fiori di Milano   |
| 1993                   | Fioristi milanesi        | Garofani/Alloro/Gerbere*                               | Palchi-Foyers-Facciata esterna | Festone                         | Mercato dei Fiori di Milano   |
| 1996                   | Fioristi milanesi        | Rose/Alloro/Gerbere/Rose*/Garofani**                   | Palchi-Foyers-Facciata esterna | Cuscino a goccia                | Mercato dei Fiori di Terlizzi |
| 1997                   | Fioristi milanesi        | Margherite piretro/Alloro/Gerbere/Garofani**           | Palchi-Foyers-Facciata esterna | Cuscino a forma romboidale      | Mercato dei Fiori di Terlizzi |
| 1998                   | Fioristi milanesi        | Rose/Alloro/Verde vario                                | Palchi-Foyers-Atrio-Saloni     | Composizione ovale              | Mercato dei Fiori di Terlizzi |
| 1999                   | Fioristi milanesi        | Rose/Anthurium*/Pino argentato**/Verde vario           | Palchi-Foyers-Facciata esterna | Festone                         | Mercato dei Fiori di Terlizzi |
| 2000                   | Fioristi milanesi        | Rose/Verde vario                                       | Palchi-Foyers                  | Festone                         | Mercato dei Fiori di Terlizzi |
| 2001                   | Fioristi milanesi        | Rose/Verde vario                                       | Palchi-Foyers                  | Festone                         | Mercato dei Fiori di Terlizzi |
| 2002***                | Fioristi milanesi        | Rose/Verde vario                                       | Palchi-Foyers                  | Festone moderno                 | Mercato dei Fiori di Terlizzi |
| 2003***                | Fioristi milanesi        | Rose/Palme                                             | Palchi-Foyers                  | Volute rinascimentali e colonne | Mercato dei Fiori di Terlizzi |
| 2004                   | Fioristi milanesi        | Rose/Verde vario/Pino e Magnolia verde**               | Palchi-Foyers-Facciata esterna | Festone                         | Mercato dei Fiori di Terlizzi |
| 2005                   | Fioristi milanesi        | Rose/Alloro/Verde vario                                | Palchi-Foyers                  | Cammeo e Cornucopie             | Mercato dei Fiori di Terlizzi |
| 2006                   | Fioristi milanesi        | Amarillys/Protee bianche/Fior di Loto rosa             | Palchi                         | Composizione ovale con ventagli | Mercato dei Fiori di Milano   |
| 2007                   | Fioristi milanesi        | Salice/Rose                                            | Palco presidenziale/Foyers     | Intrecci di salice              | Mercato dei Fiori di Milano   |
| 2008                   | Fioristi milanesi        | Rose/Verde vario                                       | Palco presidenziale/Foyers     | Festone classico                | Mercato dei Fiori di Milano   |
| Solo foyers e atrio *  | Solo facciata esterna ** | Rappresentazione tenuta al Teatro degli Arcimboldi *** |                                |                                 |                               |